# Віньєтка (філателія)
Віньєтка — у філателії поняття, що має кілька різних значень:

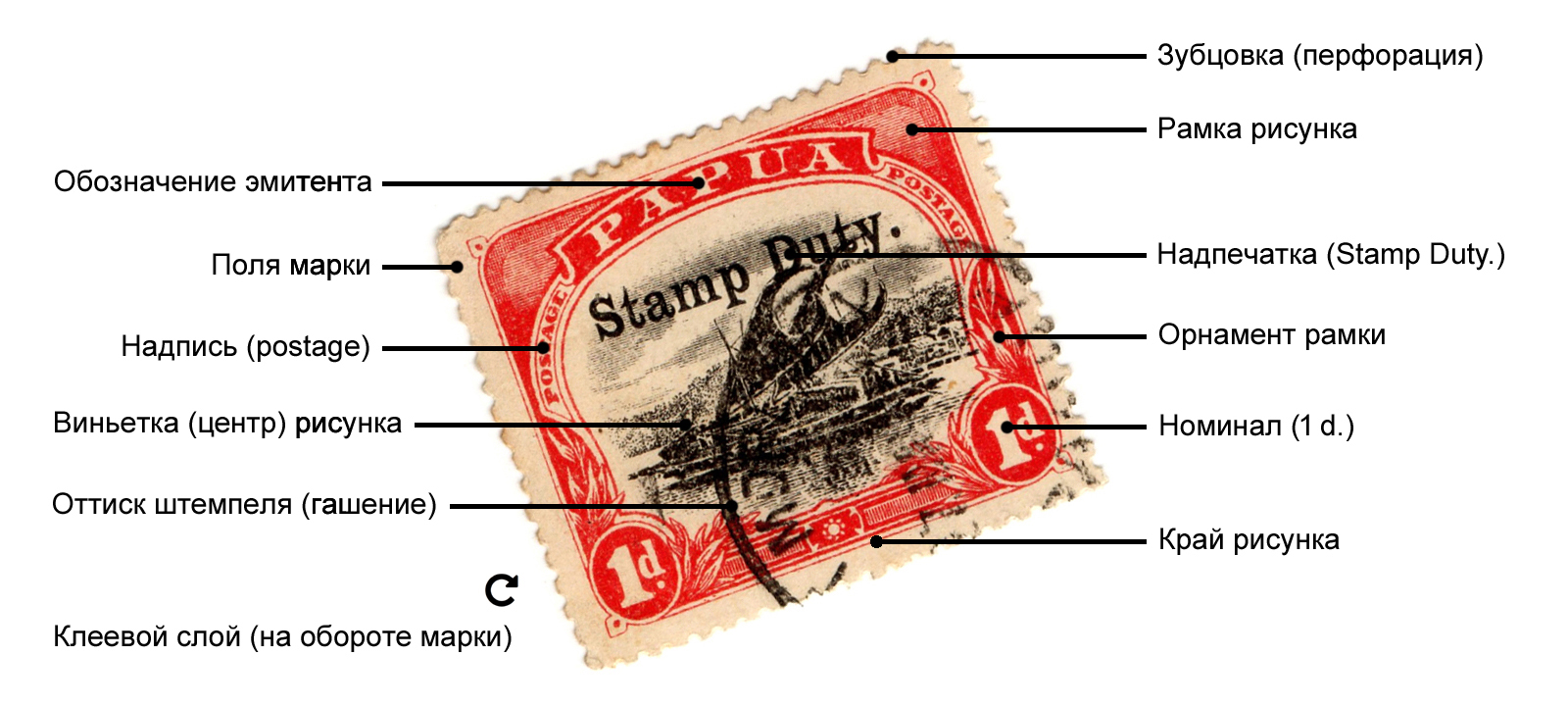

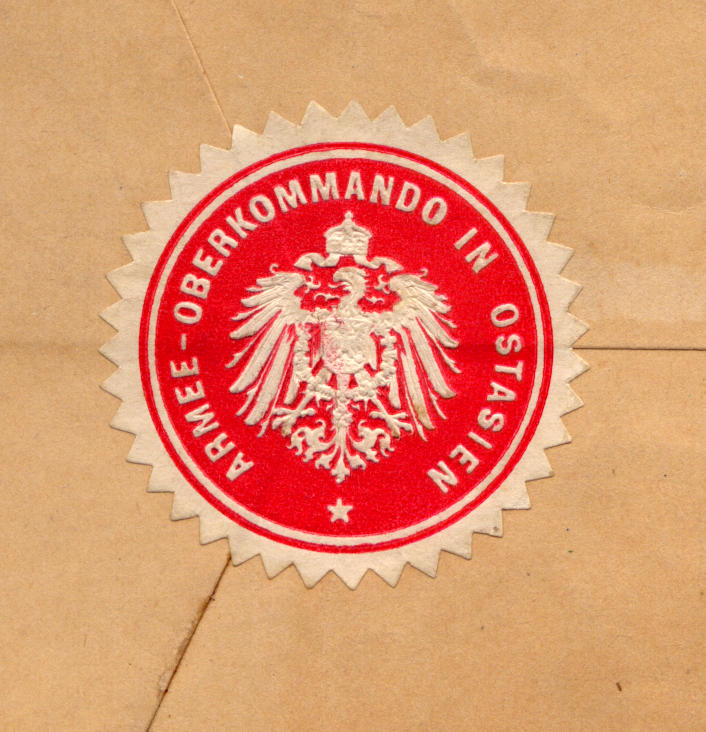

- Центр, центральний елемент малюнка поштової марки, особливо характерний для класичного періоду і першої половини XX століття. Це може бути голова монарха, цифра номіналу, інший об'єкт або пейзаж. Віньєтка оточена рамкою, яка часто містить орнамент, службові та обумовлені сюжетом марки написи[1][2][≡].
- Неофіційні попередниці поштових марок[3], схожі на них, але такі, що не мають усіх ознак поштової марки.
- За формою схожі на поштові марки (наявність зубцювання, клея, навіть номінала), але не мають франкувальної сили, рекламні марки організацій, компаній, громадських об'єднань, що випускаються для цілей реклами або пропаганди[≡], облатки для заклеювання конвертів[≡], в основному з рекламним малюнком та текстом, новорічні[4] і різдвяні віньєтки тощо. Не є знаками пошової оплати, хоча нерідко наклеюються на листи.
- Благодійні віньєтки або марки, включно з різдвяними и великодніми віньєтками.

## Опис та історія
Віньєтки (разом з іншими подібними непоштовими знаками) складають окрему групу марок. Вони, як правило, не служать для оплати поштової кореспонденції, хоча можуть поширюватися через поштові установи. Кошти, зібрані від продажу марок-віньєток, перераховуються на благодійні цілі — на підтримку державних позичкових кас (Франція, 1927), поштових працівників, хворих на туберкульоз (Греція, 1940) і т. д. Перші благодійні марки з'явилися в 1904 році в Данії збирання грошей у фонд боротьби з туберкульозом. Марки надходили у продаж на Різдво і тому називалися дан. «Julmarken» («різдвяні марки»). Згодом такі марки стали випускати в інших країнах та називати їхангл. «Seals» («Christmas seals»). Купувати благодійні марки було добровільною справою, але в ряді країн, зазвичай у якийсь проміжок часу, такі марки поширювалися в обов'язковому продажу. Перші благодійні марки обов'язкового придбання з'явилися у Португалії 1911 року для фонду допомоги бідним. У РРФСР купівля цих марок мала добровільний характер.
Благодійні марки наклеювали на листах разом із поштовими, внаслідок чого їх також могли погасити поштовим штемпелем, і це може ввести в оману недосвідчених філателістів, які приймають благодійні марки за поштові. Це ж може статися і з рекламними марками-віньєтками, які теж можуть іноді наклеювати листи.
Рекламні віньєтки цікаві своєю графікою і несуть інформацію про різноманітні події — виставки (у тому числі філателістичні), міжнародні ярмарки, спортивні ігри тощо. Існує безліч агітаційних марок -віньєток, наприклад: «Боріться з лісовими пожежами!», «Вивчайте міжнародна мова есперанто» тощо.
Особливий інтерес викликають агітаційні марки-віньєтки політичного, пропагандистського характеру, що з'явилися, наприклад, у роки Першої світової війни[≡]. Вони випускалися з обох воюючих сторін і закликали до перемоги над ворогами. Не менш цікавими є благодійні марки-віньєтки революційного змісту. Так, у 1912 році виходили марки з портретами Карла Маркса і написом (трьома мовами): «РСДРП. На виборчу кампанію». Вони слугували для збору більшовиками коштів на агітацію під час виборів до Державної думи. Марки були виготовлені у Швейцарії і поширювалися не тільки за кордоном, а й у Росії в умовах переслідування з боку поліції та розшукового відділення. Приблизно тоді ж у Латвії були випущені інші марки із зображенням К. Маркса і гаслом «Пролетарі всіх країн, єднайтеся!». Їх віддрукували підпільно на користь засланців і каторжан. У 1970 році Французька комуністична партія видала благодійні марки-віньєтки з портретом В. І. Леніна. Зібрані при цьому кошти спрямовувалися в касу Французької комуністичної партії.